# Cory Bernardi
Cory Bernardi (ur. 6 listopada 1969 w Adelaide) – australijski polityk.
Był reprezentantem Australii w wioślarstwie. Po zakończeniu sportowej kariery przez pewien czas podróżował po świecie. Powróciwszy do ojczyzny, w latach 1992–1996 próbował działać w branży hotelarskiej. Później został doradcą finansowym jednej z firm maklerskich. W latach 1998–2000 był prezydentem Liberalnej Partii Australii w stanie Australia Południowa.
W 2006 po rezygnacji Roberta Hilla został przedstawicielem Australii Południowej w Senacie Australii. W wyborach w 2007 został wybrany na sześcioletnią kadencję.
Żonaty (żona Sinead), ma dwóch synów.